# 1946년 알류샨 열도 지진
1946년 알류샨 열도 지진은 1946년 4월 1일 알래스카주 알류샨 열도 근처에서 발생한 지진이다. 이 지진은 규모 (Mw) 8.6, Mt 9.3 또는 (Ms) 7.4를 기록했다. 메르칼리 진도는 최대 VI (강한 진동)를 기록했다. 이 지진으로 165~173명의 사상자와 2,600만 달러 이상(1946년 기준, 2022년 기준 $345,000,000에 해당)의 피해가 발생했다. 단층을 따라 해저가 융기하면서 태평양 전역에 높이 45–138 ft (14–42 m)에 달하는 여러 파괴적인 파동을 가진 지진해일을 일으켰다. 이 지진해일은 알래스카 우니마크섬의 스카치 캡 등대를 완전히 파괴하고 5명의 등대지기를 모두 사망시켰다. 알류샨 열도의 우니마크섬에 막대한 피해를 입혔음에도 불구하고, 이 지진해일은 알래스카 본토에는 거의 눈에 띄지 않는 영향을 미쳤다.

## 지질 구조

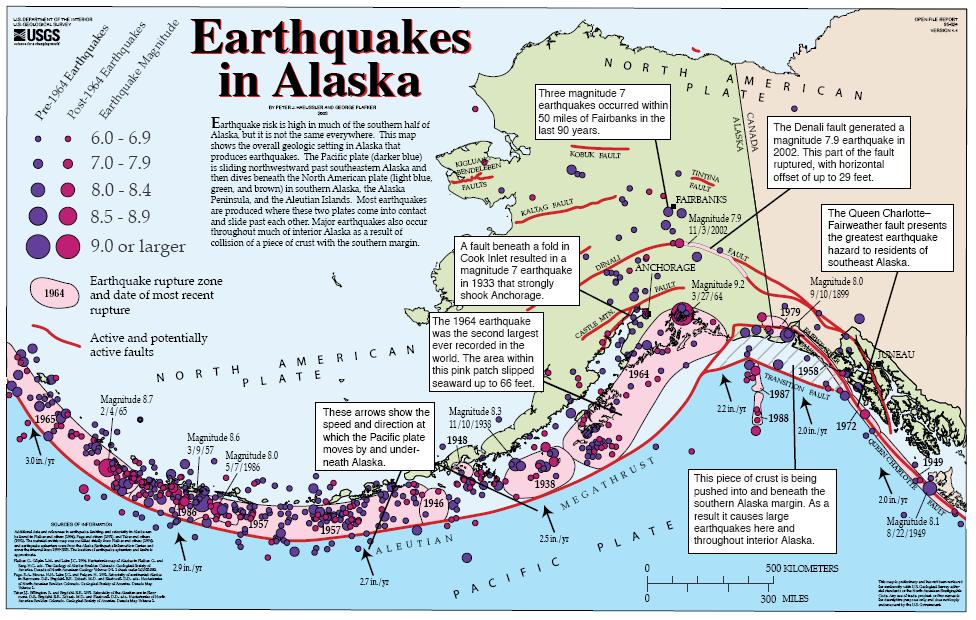
알래스카의 지질 구조와 지진 활동을 보여주는 지도

알류샨 열도는 알래스카 본토와 캄차카반도 사이에 있는 14개의 큰 섬과 55개의 작은 화산섬으로 이루어진 군도이다. 이 섬은 알류샨 해구를 따라 나열되어 있으며, 북아메리카판의 대륙 지각 아래로 해양 태평양판이 활발하게 섭입하면서 형성되었다. 해구의 서쪽 부분은 코만도르스키예 제도 근처까지 점점 더 경사가 심해지다가 단층 활동이 거의 전적으로 주향이동단층으로 바뀌어 2017년 코만도르스키예 제도 지진과 같은 지진을 일으킨다. 해구는 서쪽에서 쿠릴-캄차카 해구가 시작되는 곳에서 끝난다. 동쪽으로 해구는 수천 마일 뻗어 있으며, 야카타가 근처의 전이대에 도달하여 1899년 야쿠타트만 지진과 같은 지진을 일으킨다. 충돌은 동쪽으로 약간 더 멀리 떨어진 곳에서 완전히 끝나는데, 이곳에서 퀸 샬럿 단층이 지질 구조의 주요 단층이 된다. 알류샨 열도의 이 특정 지역은 1585년 알류샨 열도 지진에서 파열된 것으로 추정된다.

## 지진
지진은 1946년 4월 1일 02시 29분(현지 시간)에 15 km의 얕은 깊이에서 발생했다. 지진은 매우 컸지만, 최대 진도는 단지 VI에 불과했다. 지진은 원래 규모 Ms 7.4의 비교적 작은 지진으로 생각되었으나, 추가 연구를 통해 실제로는 훨씬 더 큰 지진이었지만 숨겨진 지진 신호를 가지고 있었다는 사실이 밝혀졌다. 규모 Mw 8.6이 이 지진에 가장 적합하며, 추정 미끄러짐은 9 m에서 12.7 m에 달한다. 이 지진은 표면파 규모가 모멘트 규모 및 지진해일 규모에 비해 매우 낮았고, 지진해일 높이가 표면파 규모에 비해 훨씬 컸다는 점에서 해일지진의 전형적인 징후를 보인다. 매우 높은 지진해일 규모 값은 파도의 순수한 강도 때문이다. 이는 호놀룰루, 힐로, 캘리포니아 관측소의 평균 지진해일 높이를 사용하여 계산되었다. 힐로(가장 높은 Mt )에서 주어진 값을 제외하더라도 지진해일 규모는 최소 9.1이다. 지진은 원래 주향이동단층 지진으로, 나중에는 정단층 성분을 가진 주향이동단층 지진으로 생각되었다. 이러한 잘못된 발진기구는 지진을 기록한 관측소의 부족 때문이었다. 그러나 P파 대신 S파 모델링은 지진의 실제 규모와 널리 받아들여지는 역단층 메커니즘을 밝히는 데 도움이 되었다. 이 역단층 메커니즘은 알류샨 해구의 응력을 완화하는 데 도움이 되는 섭입 지진과 일치한다.

## 지진해일
우니마크섬에서는 지진해일 쇄파고가 42 m에 달했다. 이 지진의 해일 지진 특성은 이 엄청난 높이의 일부를 설명하는 데 도움이 되지만, 나머지는 국부적인 해저 산사태에 기인해야 한다. 파도는 500 마일 매 시 (430 kn; 800 km/h)의 속도로 바다를 가로질러 이동했으며, 파고는 최고점과 최저점 사이 55 피트 (17 m)에 달했다고 보고되었다. 파도는 지진 발생 4.5시간 후 하와이 카우아이섬에, 4.9시간 후 힐로에 도달했다. 하와이 제도에서는 159명이 사망했다. 힐로에서만 96명이 사망했으며, 163명이 부상을 입고 488채의 건물이 파괴되었으며 936채가 더 손상되었다. 카우아이에서는 매키 제당소와 건물이 파괴되었고 카우아이 신문의 자료가 유실되었다. 목격자들은 파도가 거리, 주택, 상점을 덮쳤다고 증언했다. 많은 희생자들이 물이 빠지면서 바다로 휩쓸려갔다. 지진해일은 마우이섬에도 많은 피해를 입혔다. 그곳에서 해일이 77채의 주택과 많은 다른 건물을 파괴했다. 스카치 캡의 파괴된 초소에서 경보를 보낼 수 없었기 때문에 이 섬의 주민은 지진해일의 발생에 대해 경계심을 풀었다. 이 지진해일은 4월 1일에 발생했기 때문에 하와이에서는 만우절 지진해일로 알려져 있다. 지진해일의 영향은 워싱턴주, 오리건주, 캘리포니아주에도 미쳤다.
지진해일은 지진 규모에 비해 비정상적으로 강력했다. 이 지진은 지진해일의 규모와 상대적으로 낮은 표면파 규모 사이의 불일치로 인해 해일 지진으로 분류되었다. 대규모 파괴는 지진해일 경보 시스템의 구축으로 이어졌고, 이 체계는 1965년에 태평양 지진해일 경보 센터 발족으로 자리잡았다.

## 같이 보기
- 1946년 지진
- 알래스카주의 지진 목록
- 미국의 지진 목록